# Team Jumbo-Visma (vrouwenwielerploeg)/2021
Deze pagina geeft een overzicht van de Jumbo-Visma-wielerploeg in 2021.

## Algemeen
Hoofdsponsors: Jumbo Supermarkten en Visma
Teammanager: Merijn Zeeman
Ploegleiders: Lieselot Decroix, Marco Postma, Esra Tromp, Marieke van Wanroij
Fietsen: Cervélo

## Rensters
| Naam               | Geboortedatum | Nationaliteit       | Ploeg 2020           |
| ------------------ | ------------- | ------------------- | -------------------- |
| Teuntje Beekhuis   | 18-08-1995    | Nederland           | Lotto Soudal Ladies  |
| Jip van den Bos    | 12-04-1996    | Nederland           | Boels Dolmans        |
| Nancy van der Burg | 18-05-1992    | Nederland           | Parkhotel Valkenburg |
| Anna Henderson     | 14-11-1998    | Verenigd Koninkrijk | Team Sunweb          |
| Romy Kasper        | 05-05-1988    | Duitsland           | Parkhotel Valkenburg |
| Anouska Koster     | 20-08-1993    | Nederland           | Parkhotel Valkenburg |
| Riejanne Markus    | 01-09-1994    | Nederland           | CCC-Liv              |
| Pernille Mathiesen | 05-10-1997    | Denemarken          | Team Sunweb          |
| Aafke Soet         | 23-11-1997    | Nederland           | Ceratizit-WNT        |
| Karlijn Swinkels   | 28-10-1998    | Nederland           | Parkhotel Valkenburg |
| Julie Van de Velde | 02-06-1993    | België              | Lotto Soudal Ladies  |
| Marianne Vos       | 13-05-1987    | Nederland           | CCC-Liv              |

## Overwinningen
| Nationale kampioenschappen Brits kampioen tijdrijden, Anna Henderson Gent-Wevelgem Marianne Vos Amstel Gold Race Marianne Vos Festival Elsy Jacobs Ploegenklassement *1) Ronde van Italië 3e etappe: Marianne Vos 7e etappe: Marianne Vos Tour de Belle Isle en Terre 1e etappe: Anna Henderson 2e etappe: Anna Henderson Eindklassement: Anna Henderson | Ronde van Noorwegen 2e etappe:Riejanne Markus Simac Ladies Tour Proloog: Marianne Vos 4e etappe: Marianne Vos 5e etappe: Marianne Vos Puntenklassement: Marianne Vos Bergklassement: Anouska Koster |

*1) Ploeg Festival Elsy Jacobs: Van der Burg, Kasper, Koster, Markus, Swinkels, Van de Velde
Mannen: 1984 · 1985 · 1986 · 1987 · 1988 · 1989 · 1990 · 1991 · 1992 · 1993 · 1994 · 1995 · 1996 · 1997 · 1998 · 1999 · 2000 · 2001 · 2002 · 2003 · 2004 · 2005 · 2006 · 2007 · 2008 · 2009 · 2010 · 2011 · 2012 · 2013 · 2014 · 2015 · 2016 · 2017 · 2018 · 2019 · 2020 · 2021 · 2022 · 2023 · 2024 · 2025
Lijst van alle renners
Vrouwen: 2021 · 2022 · 2023 · 2024 · 2025